# Lopo Gonçalves
Lopo Gonçalves of Lopes Gonçalves (15e eeuw) was een Portugese ontdekkingsreiziger. Hij kreeg de opdracht van Fernão Gomes om de Golf van Guinee te verkennen. In 1473 of 1474 voer hij langs de Nigeriaanse kust en bereikte het punt waar de kust naar het zuiden begint te lopen. Hij volgde de kustlijn van het continent naar het zuiden en stak de evenaar over. Hij was de eerste Europese zeiler die de evenaar overstak, de eerste die het punt bereikte waar de kust naar het zuiden draait en de eerste die Gabon bereikte. Hij passeerde Kaap Lopez in Gabon, die naar hem is vernoemd, en bereikte Kaap St. Catherine, die ongeveer 2 graden zuidelijker ligt.